# Seikon no Qwaser
Seikon no Qwaser (jap. 聖痕のクェイサー Seikon no Kueisā; ang. The Qwaser of Stigmata) – manga autorstwa Hiroyukiego Yoshino, ilustrowana przez Ken’etsu Satō. Opowiada o Qwaserze o pseudonimie Sasha, który włada pierwiastkiem żelaza. Była publikowana w latach 2006–2016 w japońskim magazynie z mangami shōnen „Champion Red”. Wydano również anime na podstawie mangi wykonane przez studio Hoods Entertainment. Premiera anime miała miejsce 9 stycznia 2010 roku. Seria zakończyła się 19 czerwca 2010, licząc 24 odcinki. 12-odcinkowa druga seria tego anime, Seikon no Qwaser II, była transmitowana w Japonii od kwietnia do czerwca 2011 roku.

## Fabuła
Historia dwóch dziewczyn Mafuyu Oribe i Tomo Yamanobe, uczennic prawosławnej szkoły St. Mihailov Academy, w której od pewnego czasu grasuje seryjny morderca. Dziewczęta napotykają na tajemniczego, srebrnowłosego Rosjanina imieniem Alexander „Sasha” Nikolaevich Hell, zwanego także Qwaserem Athosa. Adepci bez skrupułów zamieniają akademię w strefę działań wojennych, by uzyskać legendarną ikonę Matki Boskiej z Tsarytsinu, która ukryta została w kościele na terenie szkoły w sekrecie przed światem. Żelazny Qwaser jednak nie zamierza dać łatwo za wygraną.

## Kluczowe pojęcia
- Qwaser – Osoba posiadająca nadprzyrodzone moce, dające jej możliwość tworzenia broni za pośrednictwem pojedynczego pierwiastka chemicznego. Jakość broni Qwasera zależy od pierwiastka, którego ma możliwość manipulacji i ilości somy, którą posiada.
- Maria Magdalena – oznaczenie związane z przynależnością do Qwasera jako partner w walce, której podstawowym zadaniem jest zapewnienie mu Somy, z której korzysta by odnowić swoje zapasy energii czy mocy. W serii ukazane są różne przykłady powiązań między Marią a Qwaserem. Dla Sashy jest oczywisty fakt, iż jest to tylko partner walki, Ekaterina traktuje Marię jako swoją niewolnicę, zaś dla Tasuku, jego Maria jest jego miłością. Chodzi o pokazanie, że związki między Qwaserem a Marią Magdaleną mogą się różnić i być bardzo osobiste, bądź czysto zawodowe.

## Bohaterowie

### Akademia Św. Michaiłowa
Aleksander „Sasha” Nikołajewicz Hell (jap. „サーシャ” アレクサンドル＝ニコラエビッチ＝ヘル Arekusandoru „Sāsha” Nikoraebicchi-Heru; ros. Александр Николаевич Хэлл)
„Ten ukochany i zdradzony przez Boga.” Młody, 13-letni Rosjanin o srebrzystych włosach i zielonych oczach, zdolny do kontrolowania żelaza przez moc pobłogosławionej somy Marii. Posiada moc manipulowania elektronami, wibracjami molekuł i wiązaniami atomowymi. Potomek Hermesa Trismegistusa, nazywany Sasha the Martyr, czyli Sasha Męczennik. Był przetrzymywany w niewoli i szkolony wraz z innymi Qwaserami do korzystania ze swoich umiejętności. Nabył brutalnych doświadczeń, będąc świadkiem śmierci swojej przybranej siostry Olji, którą zamordował Złoty Qwaser. Otrzymał od niego stygmat Athos – bliznę na lewym policzku w kształcie krzyża patriarchalnego. Gdy nadużywa swoich mocy, ta blizna zaczyna krwawić. W Akademii Św. Michaiłowa pojawił się znikąd, jako uczeń klasy 1-A, do której uczęszczały również Mafuyu Oribe i Tomo Yamanobe. Poznał je dzień przed, gdy wracały ze szkoły i Tomo nieumyślnie na niego wpadła. Zazwyczaj jest surowy, poważny i zimny, ale ma słabość do barszczu Mafuyu. Podczas swojej misji na terenie szkoły stopniowo zakochuje się w niej.
Mafuyu Oribe (jap. 織部 まふゆ Oribe Mafuyu)
Mafuyu będąc sierotą została adoptowana przez Yamabe Takehiro, byłego dziekana St. Mihailov i dorastając z jego córką Yamanobe Tomo, stała się jej samozwańczą obrończynią. Po zniknięciu dziekana Tomo stała się prześladowana, więc Mafuyu by ją bronić zaczęła uczęszczać na zajęcia Kendo. Zawsze nosi ze sobą drewniany miecz shinai. Na ogół optymistyczna i wesoła. Gdy spotyka Sashę, przez jego nieprzyzwoite zachowanie względem Tomo, jest do niego wrogo nastawiona. Choć często dochodziło pomiędzy nimi do sprzeczek, Mafuyu zaczęła się na niego powoli otwierać i stworzyła się między nimi bardzo silna więź. Kilka razy dzięki swojej odwadze i umiejętnościach walki bambusowym mieczem kendo uratowała Sashę. Posiada silne poczucie odpowiedzialności. Sasha uwielbia barszcz gotowany przez nią. Staje się posiadaczką połowy Miecza Marii, potężnego zaklęcia, które było ukryte w Fabergé egg, lecz moce które zdobyła są dla niej nadal niejasne, oprócz tego, że zwiększają jej siłę fizyczną, przez co może pozwolić sobie na rzucenie wyzwania Qwaserowi na niskim poziomie.
Tomo Yamanobe (jap. 山辺 燈 Yamanobe Tomo)
Współlokatorka i zarazem najlepsza przyjaciółka Mafuyu Oribe. Córka byłego dziekana Akademii Św. Michaiłowa. Wygląda identycznie jak opiekunka Sashy, jego przybrana siostra Olja, dlatego on tak łatwo bierze rolę jej strażnika. Jest dziecinna, naiwna i bardzo chorowita, a także słaba psychicznie, a przez jej duży biust słaba fizycznie. Po uśpieniu przez Feniksa, Qwasera Sodu, budzi się w niej Złoty Qwaser i przejmuje kontrolę nad jej ciałem. Okazuje się, że Tomo posiada drugą połowę Miecza Marii pomiędzy swoimi piersiami, który Złoty Qwaser stara się bezskutecznie rozpieczętować.
Teresa Beria (jap. テレサ＝ベリア Teresa-Beria; serb. Тереза Берија)
Prawosławna zakonnica Serbskiego pochodzenia. W Akademii Św. Michaiłowa wykonuje wiele zwykłych prac, jak na przykład opieka nad dziećmi w szkole i przedszkolu. Lubi opiekować się kwiatami, co bardzo dobrze jej wychodzi. Jej włosy przypominają szczenięce uszka. Rzadko kiedy ukazuje swoje emocje. Jako dziecko mieszkała w Serbskim klasztorze prawosławnym w Krajinie. Podczas wojny jugosłowiańskiej, kiedy grupa chorwackich milicjantów na czele z Qwaserem chloru, Croa, zaatakowali i splądrowali klasztor, a także doszło do uboju i gwałtów, z czego ona jako jedyna wyszła cało, oglądając wszystko z wnętrza szafy. Gdy ją znaleźli była tak zszokowana, że zamknęła się emocjonalnie przez doznany uraz.
Ekaterina „Katja” Kurae (jap. „カーチャ” エカテリーナ＝クラエ Ekaterīna-„Kācha”-Kurae; ros. Екатерина Курае)
Jest Qwaserem miedzi, wysłanym przez Nowego Athosa. Miyuri traktuje ją jak młodszą siostrę. Hana staje się jej Marią, ale ich relacje bardziej wyglądają na panią i jej niewolnicę. Lubi gdy Hana mówi do niej ‘Cesarzowo’. Mafuyu wie, że Ekaterina udaje dziecinny charakter, w celu zabezpieczenia się przed swoimi przeciwnikami. Gdy Sasha nie daje sobie rady w walce, ona często zjawia się w ostatnim momencie, w pewnym sensie ratując go od śmierci. Jest nazywana „Lalkarzem miedzi”, ponieważ używa do walki upadłej anielicy imieniem Anastazja, którą nazywa swoją mamą. Używa miedzianego druta, by związać przeciwnika. Jest bardzo cichą dziewczyną, o wyglądzie ślicznej, bajkowej dziewczynki, jednak w rzeczywistości jest sadystką. Interesującym faktem jest, że w anime jest dużo nawiązań do jej przodków, rodziny Romanowów, z której wywodził się ostatni Cara Rosji Mikołaj II Romanow. W rzeczywistości Ekaterina, może być jakoś związana z carską żoną, Carycą Aleksandrą Fiodorowną lub może okazać się prawdziwą Carycą. Jej imię nawiązuje do miejsca śmierci rodziny Romanowów, Jekaterynburga, zaś imię jej „mamy” może być nawiązaniem do córki Cara i Carycy, Anastazji Nikołajewnej Romanowej. Nie wiadomo jednak czy to jest prawda, czy tylko podobieństwo.
Miyuri Tsujidō (jap. 辻堂 美由梨 Tsujidō Miyuri)
Córka obecnego dziekana Akademii Św. Michajłowa. Jest piękna i dobrze wyposażona, jednak z charakteru jest arogancka i apodyktyczna. Przez swój status okazuje brak jakiegokolwiek szacunku do Tomo i Mafuyu i dzień w dzień dzięki Hanie, zmusza je do mniejszych prac szkolnych. Hana zawsze popiera to co mówi Miyuri. Jednak po przybyciu Sashy, Miyuri nabiera większego szacunku do Tomo i Mafuyu. On często obraca jej słowa przeciwko niej. Można zauważyć, iż jej rodzina jest zamożna. Gdy poznaje Ekaterinę, zaczyna traktować ją jak swoją własną siostrę i często obdarowuje ją dużą ilością prezentów. Jak wspomniano wcześniej ma arogancką osobowość, jednak gdy jej bliscy są zagrożeni, to by ich ochronić jest skłonna oddać za nich swoje ciało, tak jak wtedy, gdy rozebrała się do naga dla grupy terrorystów, tak by przestali oni nękać Ekaterinę, Mafuyu i innych. Przez pewien krótki okres mogła cieszyć się mocami Qwaserów, miała podobne moce do nich. Zakładała wtedy strój magicznej dziewczyny i zwalczała przestępców. Tasuku Fujiomi jednak przywrócił ją do normalności, bo bycie w tym stanie przez dłuższy czas dla normalnego człowieka mogło jej zagrozić.
Hana Katsuragi (jap. 桂木 華 Katsuragi Hana)
Jest odpowiedzialna za wszystko, co Tomo i Mafuyu muszą znosić na co dzień w szkole. Stawia im zwiędłe kwiaty lub śmieci na ławkach, podstawia im nogi, wyzywa je, zmusza do wynoszenia śmieci, sprzątania klasy i innych prac szkolnych. Tak jak one uczęszcza do klasy 1-A. Gdy Ekaterina przybywa do Japonii, do Akademii Św. Michaiłowa, Hana zostaje jej Marią. Ekaterina udając słabą daje jej się pocałować, ale później jak się okazuje to był zamierzony cel, by dać jej swego rodzaju karę i poznęcać się fizycznie nad nią. Na początku z przymusu, ale dzień po dniu coraz bardziej się w niej zakochuje. Zaczyna jej się podobać sadyzm Katji i zaczyna pożądać kar cielesnych od niej. Tak naprawdę wychodzi na to, że jest pedofilem, a jej orientacja jest homoseksualna. Obecnie odbywa szkolenie z Sashą by poprawić się jako partner Ekateriny w walce.
Olya (jap. オーリャ Ōrya; ros. Оля)
Niewiele o niej wiadomo. Poznała Aleksandra podczas szkoleń. Była dla niego jak starsza siostra i zawsze się nim opiekowała, do dnia, w którym przybył Złoty Qwaser wraz z Qwaserem Sodu i pozbawił ją życia. Aleksander przyrzekł sobie, że zadość uczyni. Kiedy wydawać by się mogło, że umarł, ukazała mu się w myślach, mówiąc, żeby nie przejmował się nią i skupił swoją uwagę na Mafuyu.
Yūri Noda (jap. ユーリ＝野田 Noda Yūri)
Został wysłany do polowania na heretyków na mocy dyrektyw z Athos. Jest zakonnikiem i opiekuje się kościołem na terenie Akademii Św. Michaiłowa. Wydaje się, że wie coś więcej na temat Feniksa i Yamabe Takehiro, i zna powód, dla którego Takehiro zniknął.
Urara Oikawa (jap. 及川 麗 Oikawa Urara)
Pielęgniarka Akademii Św. Michajłowa. Była bliską przyjaciółką Yamabe Takehiro i Feniksa.
Fumika Mitarai (jap. 御手洗 史伽 Mitarai Fumika)
Uczennica Akademii Św. Michajłowa. Chodzi do klasy 1-A. Jest zakochana w Aleksandrze, od kiedy widziała go jak ratował kota i odkryła, że wcale nie jest taki zimny i surowy na jakiego wygląda. Po walce z Qwaserką rtęci zaprzyjaźnia się z Mafuyu i Aleksandrem.
Elizabeth (jap. エリザベス Erisabesu)
Jest nazywana zdrobniale Lizzy przez jej mistrza. Chociaż sprawia wrażenie małej, niewinnej blondyneczki, jest bardzo sprawna fizycznie. Zawsze nosi ze sobą miecz, który nazywa się Ekskalibur i posiada ostrze o wysokiej częstotliwości. Podczas walki uaktywnia go krzycząc: „Śpiewaj, Ekskalibur!”. Potrafi wywołać nim molekularną falę wstrząsową. Dzięki niemu potrafi sparaliżować jej wrogów wytwarzając zakłócenia akustyczne. Jest Qwaserem tytanu. Pomaga swojemu mistrzowi Shin’ichirō Ōtori przywrócić Mafuyu do zdrowia po ataku Adeptów. Szybko nawiązuje więź z nią, ponieważ obie są sierotami i obie trenowały z mieczem, Mafuyu Kendo, a Lizzy szermierkę. Jej talent w szermierce zawdzięcza naukom swojego mistrza, Ootori’ego. Jej ulubionym daniem jest Marhapörkölt, czyli gulasz wołowy.
Shinichiro Ōtori (jap. 鳳 榊一郎 Ōtori Shin’ichirō)
Opiekuje się Elizabeth i pomaga jej rozwijać swoje moce. Zwany ФеНИКС (Feniksem), „Ludzkim Pirotechnikiem”, lub też „Męczennikiem płomieni”. Qwaser sodu, którym potrafi doprowadzić do zapłonu ciała, na poziomie atomowym. Dzięki właściwościom sodu potrafi włamać się do sieci neuronowych innych istot żywych, sterować aktywnością mózgu i kontrolować ich zmysły, poprzez przeniesienie elektronów potasu sodu. Będąc prawą ręką Złotego Qwasera, patrzył na śmierć siostry Aleksandra, Olji. Wszystkie jego ataki mogą być zabójcze i normalna osoba nie może się przed nimi obronić. Uratował Mafuyu w nadziei, iż doprowadzi ich ona do byłej willi Yamabe. Przejmuje kontrolę nad umysłem Teresy, która z jego rozkazu, razem z Lizzy, atakuje Sashę, powstrzymując go od przerwania ceremonii wstąpienia złotego Qwasera do ciała Tomo. Jednak Sasha po pokonaniu dwóch rywalek zjawia się, by uratować Tomo. Gdy Mafuyu przybiega do niej by ją ratować, zaklęcie Miecza Marii dzieli się pomiędzy obydwie dziewczyny. Podczas walki z Sashą używa swojego ostatecznego ataku zapalając sód w jego ciele, a później żegna się z Elizabeth i umiera w pożarze, przygnieciony przez belkę. Okazuje się, że walka miała ona na celu doprowadzić Sashę do czwartego poziomu i tak też się dzieje. Po walce Sasha budzi się całości i widzi jak Ootori znika w płomieniach.
Tasuku Fujiomi (jap. 藤臣  Fujiomi Taisuku)
Chłopak o agresywnej osobowości i dzikim, typowo japońskim wyglądzie. Uwielbia kobiety. Został przeniesiony do klasy 1-A, do której uczęszczała również Mafuyu i Tomo. Jest Qwaserem neodymu. Potrafi wytworzyć bardzo silne pole magnetyczne, co przekłada się na siłę przyciągania. Należy do Vajrapanis, tak samo jak Mutandis, jego Maria. Okazuje się być bardzo silnym Qwaserem, którego umiejętności początkowo bardzo zaskakują Sashę. Podczas walki Tasuku udaje się lepiej niż Aleksandrowi użyć żelaza, wchodzącego w skład Magnesu Neodymowego (jak również neodym i bor). Jest jedynym spadkobiercą rodziny czarowników i szamanów, przez co może tworzyć bardzo wyszukane, buddyjskie zaklęcia, co również sprawia, że jest w nich bardzo biegły. Bycie Qwaserem neodymu pozwala mu kontrolować każdy rodzaj metalu przez magnetyzm, a nie przez interakcje z nim na poziomie molekularnym. Gdy był mały doznał szoku patrząc jak jego matka została brutalnie zgwałcona. Mutsumi Sendou uratowała go przed pogrążeniem się w rozpaczy i nienawiści. Od tej pory stali się nierozłączni.
Mutsumi Sendou (jap. 仙道 六実 Sendou Mutsumi)
Była pierwszą Marią Aleksandra i uczyła go jak ma pobierać od swojej Marii Somę. Obecnie Maria, jak i dziewczyna Tasuku Fujiomi. Mutsumi jest biseksualna, co jest ujawnione kiedy przywiązuje Mafuyu do łóżka i rozbiera ją do naga. Wtedy też ujawnia się, że Mafuyu posiada część zaklęcia Miecza Marii.
Yudai Yamanobe (jap. 山辺 雄大 Yamanobe Yuudai)
Ojciec Tomo Yamanobe. Adoptował osieroconą Mafuyu, kiedy była młoda, by broniła jego słabej fizycznie i psychicznie córki. Były dziekan Akademii Św. Michaiłowa. Pewnego dnia po prostu znikł.

### Adepci
Ayana Minase (jap. 水瀬 文奈 Minase Ayana)
Dziewczyna w okularach sprawiająca wrażenie odważnej, tłumiącej strach i gotowej stawić czoła komuś, mimo zastraszania i dręczenia przez tę osobę. Podczas gdy inni uczniowie patrzyli jak Miyuri dręczy Mafuyu i Tomo, ponieważ bali się przeciwstawić ze względu na jej pozycję, Ayana stawiła jej czoła. Tak zdobyła zaufanie Mafuyu i Tomo, a później zaprzyjaźniła się z nimi. Okazała się jednak Qwaserem, pierwszym ukazanym w anime i mandze. Zaatakowała Akademię i porwała Tomo. Jest jednym z „12 apostołów”, za których uważają się Adepci. Jako Qwaser magnezu odnowiła swoją energię bardzo chciwie wypijając somę Tomo. Posługiwała się łańcuchami wykonanymi z magnezu. Gdy Aleksander ją pokonał spaliła się żywcem, pozostawiając po sobie niebieski płomień w kształcie krzyża patriarchalnego.
Croa (jap. クロア Kuroa)
Adept, jeden z 12 Apostołów. Qwaser chloru, zwany także „komorą gazową”. Może tworzyć szkodliwe i śmiercionośne gazy lub, w połączeniu z wodą generować stężony kwas solny, żrącą substancje, działającą nawet na skórę. Jest winien masakrze w Chorwacji, podczas Wojny Jugosłowiańskiej, w którym zaatakował Klasztor, pozostawiając Teresie uraz, przez który przytłumiła swoje emocje. Porwał Tomo, czekając aż przybędzie po nią Sasha, by stoczyć z nim walkę. Gdy doszło do walki, Sasha był na straconej pozycji, ponieważ walka toczyła się przy stawie wodnym, a Qwaser Chloru do ataku używał stężonego kwasu solnego. Został pokonany dzięki współpracy Mafuyu, Teresy i Sashy, który zadał ostateczny cios. Po jego śmierci, dzięki Mafuyu, Teresa rozpłakała się pod wpływem kłębiących się w niej emocji.
Fool (jap. フール Fūru)
Nazywa się John Doe. Nie wiadomo nic szczególnego o jego pierwiastku. Jest jednym z 12 Apostołów. Posługuje się kartami Tarota.
Yū Kuchiba (jap. 朽葉 悠 Kuchiba Yū)
Jeden z 12 Apostołów, znany jako „Władca Tlenu”. Jest Qwaserem tlenu. Wraz z siostrą bliźniaczką, Aoi, został wychowany przez Adeptów, którzy chcieli z nich uczynić potężnych Qwaserów. Kiedy został przez nich zabity, jego zrozpaczona siostra, połączyła jego duszę ze swoją, tak, że stali się jednością. Yuu wykorzystał to i zaatakował Mafuyu, ale ta myślała, że to jego siostra bliźniaczka i nie zaatakowała go. Umarł na życzenie siostry, która poprosiła Sashę by zabił jej brata bez względu na konsekwencje. Sasha by zabić Yuu musiał zabić też Aoi. Gdy Mafuyu stanęła w obronie Aoi, Yuu wziął ją za zakładniczkę, jednak wszystko skończyło się śmiercią bliźniaków.
Eva Silver (jap. エヴァ＝シルバー Eva-Shirubā)
Jasnowłosa Niemka, podająca się za zastępczego nauczyciela w Akademii Św. Michaiłowa. Jedna z 12 Apostołów. Adept, w rzeczywistości Qwaser rtęci. Nazywana „Królową Żywego Srebra” lub „Srebrną Wiedźmą”. Tworzyła swe kopie i nazywa je po kolei literą z alfabetu. Ostatnią którą stworzyła była S, wszystkie inne wykorzystała do zregenerowania swojego ciała po przegranej podczas walki z Aleksandrem. W następnej walce zginęła z rąk Ekateriny, Aleksandra i Feniksa, choć ten ostatni nie ujawnił się. Jej prawdziwe imię to Eva Anna Paula Braun, takie, jakie nosiła żona Adolfa Hitlera.
Jackal (jap. ジャッカル Jakkaru)
Jest Qwaserem ołowiu. Jeden z 12 Apostołów. Jest snajperem, używającym naboi z ołowiu. Potrafi strzelać bezdźwięcznie i nie pozostawiać po wystrzelonych nabojach dymu. W jego oku znajduje się celownik, którym może dokładnie wymierzyć cel nawet z bardzo daleka. Zaatakował Lizzy i Aleksandra, gdy ten stracił pamięć. Schowali się za łóżko, a Aleksander widząc walczącą (właściwie próbującą walczyć z silniejszym pierwiastkiem od swojego) Lizzy, odzyskał pamięć. Stojący na dachu Feniks, ostatecznie podpalił Szakala, który zginął.
Jita Phrygianos (jap. ジータフリギアノス Jīta Furigianosu)
Qwaserka węgla. Jedna z 12 Apostołów. Siostra Joshuy, którego traktuje jak niezdolnego do walki głupka. Zwana również „Black Diamond”. Jako że potrafi kontrolować węgiel, może wytwarzać z niego ostrza wykonane z diamentu, które są dzięki temu bardzo twarde i wytrzymałe. Z początku nie lubiła Tomo, ale gdy ta stawiła się za nią, gdy rozpoczęła walkę zostając sprowokowana przez Georga Tannera, polubiła ją i zbliżyła się do swojego brata, traktując go jak na rodzeństwo przystało. Zmarła w wirtualnej przestrzeni.
Wang Chen (jap. 汪震 Chen Wang)
Jest drugim pośród Adeptów. Nazywany także „Władcą Ziemi”. Qwaser kwarcu. Jest Chińczykiem i uwielbia herbatę. Gdy był dzieckiem jego rodzina została zamordowana przez żołnierzy, zaś jemu wyryto bliznę na twarzy. Pragnie on zdobyć Grzmiącą Magdalenę.
Milk (jap. ミルク Miruku)
Jedna z 12 Apostołów, zwana też „Piekielnym Qwaserem” lub „Szepczącą Bombą”. Jest Qwaserem wodoru. Nie wiadomo z jakiego powodu zawsze nosi na twarzy maskę gazową. Zazwyczaj chodzi walczyć razem z Jitą, ale sama bardzo rzadko walczy. Jest młoda, prawdopodobnie jest w wieku Ekateriny. Ma różowe włosy i zawsze chodzi w różowej sukni, niczym księżniczka.
Georg Tanner (jap. ゲオルグ・タナー Georugu Tanā)
Jest ósmy z Adeptów. Jeden z 12 Apostołów. Jego specjalnym atakiem jest wszystko tnący promień gamma. Znany też pod pseudonimem „Γ-ω (Gamma – Omega)”. Jest Qwaserem kobaltu. Ma młodszego brata, Fryderyka Tannera. Jest bardzo narcystyczny i arogancki. Szczyci się jego arystokratycznym pochodzeniem, jest potomkiem szlachty Pruskiej. Podczas walki z Aleksandrem, razem z bratem przybrali postać dwugłowego potwora, którym stali się przez wypicie zbyt dużej ilości somy Mafuyu. Zginął przez technikę Potrójnej Ghenny.

### Kandydaci na Adeptów
Aoi Kuchiba (jap. 朽葉 葵 Kuchiba Aoi)
Siostra bliźniaczka Yu Kuchiby. Błagała Sashę by zabił jej brata Yuu, siedzącego w jej ciele. Gdy Sasha walczył z nią (a zarazem z nim) okazało się, że Yu nigdy nie połączył się z nią i dawno temu umarł, a ponieważ Aoi nie nadawała się do walki jako Qwaser, adepci chcieli jej używać do dawania Somy innym Qwaserom. Przed śmiercią, Yuu zrujnował jej psychikę i prowadził ją do pełni szaleństwa, zmuszając do stworzenia drugiej osobowości, napełnionej gniewem i nienawiścią, która miała odzwierciedlać Yu. Dręczyły ją napady wściekłości i omamy brata, ponieważ zgwałcił ją. Kiedy jeszcze była poczytalna poprosiła Sashę by zabił ją i jej drugą osobowość. Choć ciężko ranna, Aoi nie umarła, za to specjalną procedurą, została rozdzielona jej tożsamość z tożsamością Yu, zmniejszając ją do „głosu w głowie”.
Joshua Phrygianos (jap. ジョシュア＝フリギアノス Joshua-Firigianosu; el. Τζοσουα Φρυγιανος)
Jeden z Kandydatów na Adepta. Qwaser roentgena. Jego siostrą jest Adeptka, Qwaser węgla, Jita. Pewnej nocy, gdy Tomo gotowała kolację na powrót Mafuyu wtargnął do ich mieszkania i ugasił płomienie, które dziewczyna przypadkowo wywołała. Okazało się, że poszukiwał Akari Yamanobe, a przynajmniej tak mu się zdawało, bo tak naprawdę źle przeczytał znaki Kanji, które oznaczały Tomo Yamanobe. Uważa się za dumę Adeptów, choć jest niedoszłym Qwaserem. Mimo iż jest w posiadaniu mocy Qwasera, to dla Adeptów to za mało, szczególnie, że jego pierwiastek jest bardzo słaby. Po spotkaniu z Tomo zaprzestał poszukiwania ikony i wrócił do swojej siostry Jity.
Eva-Q (jap. エヴァ＝Q（クー） Eva-Kū) & Eva-R (jap. エヴァ＝R（エル） Eva-Eru)
Są bliźniaczkami i uważają się za niewolnice Evy Silver, której są uczennicami. Swoją stwórczynię Evę, nazywają swoją matką. Są Qwaserami rtęci. Mają możliwość absorpcji, formowania rtęci i zmiany jej temperatury. Mogą także kontrolować połączenia molekularne. Uwielbiają gdy ktoś staje się ich Panem i torturuje je, ale jeżeli ktoś się im przeciwstawia, od razu go zabijają. Są przykładami sadomasochizmu. Uciekają ze szpon Kate, gdy srebrna wiedźma zostaje spalona przez Alexandra. Giną z rąk jej samej, gdyż ta używa ich do zregenerowania swojego ciała. W ten sposób giną także wszystkie jej uczennice od A do P.
Friederich Tanner (jap. フリードリヒ・タナー Furīdorihi Tanā)
Zwany Twórcą Herbów. Specjalista w manipulowaniu przestrzenią. Brat Georga. Fałszywy nauczyciel z Akademii Św. Michaiłowa.

### Inni
Astarte (jap. アスタルテ)
Jest „matką chrzestną” głównej Marii Magdaleny. Zaprzyjaźnia się z Tomo, której matką chrzestną ma zostać. Ma psa, który często jej ucieka.
Nikuma (jap. にくま)
Najpotężniejszy taktyk Athosa, znana jako „Piekielna Krowa”. Przybywa do gorących źródeł, kiedy Aleksander traci wspomnienia, by pomóc mu je przywrócić. Podczas pobytu w kąpielisku ocenia każdej, przebywającej z Aleksandrem dziewczynie biust, przez co niektóre z nich są mocno skrępowane.

## Obsada aktorska
- Aleksander „Sasha” Nikołajewicz Hell – Yūko Sanpei
- Mafuyu Oribe – Ayumi Fujimura
- Tomo Yamanobe – Aki Toyosaki
- Teresa Beria – Minori Chihara
- Ekaterina „Katja” Kurae – Aya Hirano
- Miyuri Tsujidō – Ayako Kawasumi
- Hana Katsuragi – Yōko Hikasa
- Yūri Noda – Susumu Chiba
- Urara Oikawa – Sayaka Ōhara
- Fumika Mitarai – Kana Hanazawa
- Elizabeth – Ai Shimizu
- Shinichiro Ōtori – Tōru Ōkawa
- Tasuku Fujiomi – Kazuyuki Okitsu
- Mutsumi Sendou – Nami Kurokawa
- Yudai Yamanobe – Atsushi Ono
- Ayana Minase – Ayahi Takagaki
- Croa – Masuo Amada
- Fool – Katou Masayuki
- Yū Kuchiba – Risa Hayamizu
- Eva Silver – Yuu Asakawa
- Jackal – Atsushi Ito Maruoka
- Jita Phrygianos – Fuyuka Oura
- Wang Chen – Hamada Kenzi
- Georg Tanner – Kōji Yusa
- Aoi Kuchiba – Risa Hayamizu
- Joshua Phrygianos – Masaya Matsukaze
- Eva-Q – Mai Nakahara
- Eva-R – Yukari Tamura
- Friederich Tanner – Ken Narita
- Astarte – Mai Goto

## Ścieżka dźwiękowa

### Passionate squall
Passionate squall – singiel został wydany 10 lutego 2010 przez wytwórnię płytową Lantis. Passionate squall piosenką końcową tzw. endingiem, w anime Seikon no Qwaser. Śpiewają w nim takie postaci, jak: Oribe Mafuyu, Tomo Yamanobe, Terasa Beria, Katya i Hana Katsuragi. Zawiera dwie zremiksowane wersje Passionate Squal, wersję instrumentalną, a także ending z 5 odcinka o nazwie „Modlitwa o świcie”.
1. Passionate squall [4:11]
  - Piosenka: Mafuyu Oribe (Fujimura Ayumi), Tomo Yamanobe (Aki Toyosaki), Teresa Beria (Chihara Misato), Katja (Hirano Aya), Hana Katsuragi (Hikasa Yoko)
  - Tekst piosenki: Aki Hata, Kompozycja i Aranżacja: Tom-H@ck
  - Jest piosenką końcową Anime TV Seikon no Qwaser
2. Passionate squall（element-mix）[4:29]
3. Passionate squall （rush-candle-mix）[4:09]
4. 未明の祈り (Mimei no inori) – Modlitwa o świcie [4:21]
  - Piosenka: Teresa Beria (Chihara Misato)
  - Tekst piosenki: Aki Hata, Kompozycja: Katsuya Yoshida, Aranżacja: Akira Takada
  - Jest piosenką końcową 5 odcinka Anime TV Seikon no Qwaser
5. Passionate squall（wersja instrumentalna）

### Zaczarowana Miłość
Zaczarowana Miłość (jap. 恋のクェイサーマジック 〜魅惑のヴィーナスコレクション Koi no kueisamajikku miwaku no vuinasukorekushon)
Album z Piosenkami Postaci. Zawiera 5 utworów, z czego każdy śpiewany przez inną bohaterkę anime Seikon no Qwaser. Na albumie usłyszeć można głos Mafuyu Oribe, Teresy Berii, Hany Katsuragi, Ekateriny, a także Tomo Yamanobe. Został wydany 24 lutego 2010 roku przez wytwórnię płytową Lantis.
1. HIGH END [3:40]
  - Piosenka: Mafuyu Oribe (Fujimura Ayumi)
  - Tekst Piosenki: Tadano Natsumi, Kompozycja i Aranżacja: Makoto Miyazaki
2. 祝福のアリア (Shukufuku no aria) [4:26]
  - Piosenka: Teresa Beria (Chihara Misato)
  - Tekst Piosenki: Tadano Natsumi, Kompozycja i Aranżacja: Kawai Hidetsugu
3. Jusin [3:56]
  - Piosenka: Hana Katsuragi (Hikasa Yoko)
  - Tekst Piosenki: Tadano Natsumi, Kompozycja i Aranżacja: YoHsKE
4. HYSTERIC DOLLS [3:59]
  - Piosenka: Katja (Hirano Aya)
  - Tekst Piosenki: Tadano Natsumi, Kompozycja i Aranżacja: YoHsKE
5. FLOWER GARDEN [4:10]
  - Piosenka: Tomo Yamanobe (Aki Toyosaki)
  - Tekst Piosenki: Tadano Natsumi, Kompozycja i Aranżacja: Kawata Ruka

### Życzenia Obłudnic
Wishes Hypocrites (jap. ウィッシーズ・ヒポクリッツ Uisshīzu hipokurittsu)
Singiel wydany przez japońską wytwórnię płytową Lantis, 12 maja 2010 roku. Zawiera Ending Anime TV Seikon no Qwaser, śpiewany przez Mafuyu Oribe, Tomo Yamanobe, Teresę Berię, Katję, a także Hanę Katsuragi. Dodatkiem jest piosenka 正義のKISSで勝負して (Seiginode shōbu shite kisu), zaśpiewana przez Miyuri Tsujido i Hanę Katsuragi. Singiel zawiera także wersje instrumentalne obydwóch piosenek.
1. Wishes Hypocrites [4:07]
  - Piosenka: Mafuyu Oribe (Fujimura Ayumi), Tomo Yamanobe (Aki Toyosaki), Teresa Beria (Chihara Misato), Katja (Hirano Aya), Hana Katsuragi (Hikasa Yoko)
  - Tekst Piosenki: Aki Hata, Kompozycja: 江並哲志, Aranżacja: ROKUGEN
  - Jest Piosenką końcową Anime TV Seikon no Qwaser
2. 正義のKISSで勝負して (Seiginode shōbu shite kisu) [4:25]
  - Piosenka::Miyuri Tsujido (Ayako Kawasumi), Hana Katsuragi (Hikasa Yoko)
  - Tekst Piosenki: Aki Hata, Kompozycja i Aranżacja: Tatsuya Katou
3. Wishes Hypocrites（wersja instrumentalna）
4. 正義のKISSで勝負して (Seiginode shōbu shite kisu) （wersja instrumentalna）